# Llista d'asteroides/163901-164000
| Nom      | Designació provisional | Data de descobriment   | Lloc de descobriment | Descobridor/s  |
| -------- | ---------------------- | ---------------------- | -------------------- | -------------- |
| 163901 - | 2003 SG222             | 27 de setembre de 2003 | Desert Eagle         | W. K. Y. Yeung |
| 163902 - | 2003 SW222             | 30 de setembre de 2003 | Socorro              | LINEAR         |
| 163903 - | 2003 SK223             | 29 de setembre de 2003 | Desert Eagle         | W. K. Y. Yeung |
| 163904 - | 2003 SX224             | 24 de setembre de 2003 | Palomar              | NEAT           |
| 163905 - | 2003 SW225             | 26 de setembre de 2003 | Socorro              | LINEAR         |
| 163906 - | 2003 SA226             | 26 de setembre de 2003 | Socorro              | LINEAR         |
| 163907 - | 2003 SD230             | 24 de setembre de 2003 | Palomar              | NEAT           |
| 163908 - | 2003 SU234             | 25 de setembre de 2003 | Haleakala            | NEAT           |
| 163909 - | 2003 SM237             | 26 de setembre de 2003 | Socorro              | LINEAR         |
| 163910 - | 2003 SF238             | 27 de setembre de 2003 | Desert Eagle         | W. K. Y. Yeung |
| 163911 - | 2003 SA239             | 27 de setembre de 2003 | Socorro              | LINEAR         |
| 163912 - | 2003 SN245             | 26 de setembre de 2003 | Socorro              | LINEAR         |
| 163913 - | 2003 SP246             | 26 de setembre de 2003 | Socorro              | LINEAR         |
| 163914 - | 2003 SU247             | 26 de setembre de 2003 | Socorro              | LINEAR         |
| 163915 - | 2003 SO248             | 26 de setembre de 2003 | Socorro              | LINEAR         |
| 163916 - | 2003 SE252             | 26 de setembre de 2003 | Socorro              | LINEAR         |
| 163917 - | 2003 SH252             | 26 de setembre de 2003 | Socorro              | LINEAR         |
| 163918 - | 2003 SQ252             | 26 de setembre de 2003 | Socorro              | LINEAR         |
| 163919 - | 2003 SX259             | 28 de setembre de 2003 | Kitt Peak            | Spacewatch     |
| 163920 - | 2003 SM272             | 27 de setembre de 2003 | Socorro              | LINEAR         |
| 163921 - | 2003 SK278             | 30 de setembre de 2003 | Socorro              | LINEAR         |
| 163922 - | 2003 SL282             | 19 de setembre de 2003 | Anderson Mesa        | LONEOS         |
| 163923 - | 2003 SW292             | 26 de setembre de 2003 | Črni Vrh             | Črni Vrh       |
| 163924 - | 2003 SN293             | 27 de setembre de 2003 | Socorro              | LINEAR         |
| 163925 - | 2003 SC296             | 29 de setembre de 2003 | Anderson Mesa        | LONEOS         |
| 163926 - | 2003 SN299             | 29 de setembre de 2003 | Socorro              | LINEAR         |
| 163927 - | 2003 SO304             | 17 de setembre de 2003 | Palomar              | NEAT           |
| 163928 - | 2003 SY304             | 17 de setembre de 2003 | Palomar              | NEAT           |
| 163929 - | 2003 SF306             | 30 de setembre de 2003 | Socorro              | LINEAR         |
| 163930 - | 2003 SQ308             | 29 de setembre de 2003 | Anderson Mesa        | LONEOS         |
| 163931 - | 2003 SQ309             | 27 de setembre de 2003 | Socorro              | LINEAR         |
| 163932 - | 2003 SD310             | 28 de setembre de 2003 | Socorro              | LINEAR         |
| 163933 - | 2003 SG310             | 28 de setembre de 2003 | Socorro              | LINEAR         |
| 163934 - | 2003 SG311             | 29 de setembre de 2003 | Socorro              | LINEAR         |
| 163935 - | 2003 SG321             | 20 de setembre de 2003 | Campo Imperatore     | CINEOS         |
| 163936 - | 2003 TT11              | 14 d'octubre de 2003   | Anderson Mesa        | LONEOS         |
| 163937 - | 2003 TD12              | 14 d'octubre de 2003   | Anderson Mesa        | LONEOS         |
| 163938 - | 2003 TV17              | 15 d'octubre de 2003   | Palomar              | NEAT           |
| 163939 - | 2003 TA20              | 5 d'octubre de 2003    | Socorro              | LINEAR         |
| 163940 - | 2003 TK20              | 14 d'octubre de 2003   | Palomar              | NEAT           |
| 163941 - | 2003 TU58              | 5 d'octubre de 2003    | Socorro              | LINEAR         |
| 163942 - | 2003 UN                | 16 d'octubre de 2003   | Palomar              | NEAT           |
| 163943 - | 2003 UF9               | 18 d'octubre de 2003   | Socorro              | LINEAR         |
| 163944 - | 2003 UE12              | 20 d'octubre de 2003   | Nashville            | R. Clingan     |
| 163945 - | 2003 UJ12              | 21 d'octubre de 2003   | Nashville            | R. Clingan     |
| 163946 - | 2003 UC14              | 16 d'octubre de 2003   | Anderson Mesa        | LONEOS         |
| 163947 - | 2003 UW15              | 16 d'octubre de 2003   | Anderson Mesa        | LONEOS         |
| 163948 - | 2003 UH19              | 20 d'octubre de 2003   | Kitt Peak            | Spacewatch     |
| 163949 - | 2003 UN21              | 17 d'octubre de 2003   | Anderson Mesa        | LONEOS         |
| 163950 - | 2003 UN22              | 23 d'octubre de 2003   | Wrightwood           | J. W. Young    |
| 163951 - | 2003 UP22              | 23 d'octubre de 2003   | Kitt Peak            | Spacewatch     |
| 163952 - | 2003 UN28              | 19 d'octubre de 2003   | Kitt Peak            | Spacewatch     |
| 163953 - | 2003 UC36              | 16 d'octubre de 2003   | Palomar              | NEAT           |
| 163954 - | 2003 UA37              | 16 d'octubre de 2003   | Palomar              | NEAT           |
| 163955 - | 2003 US40              | 16 d'octubre de 2003   | Anderson Mesa        | LONEOS         |
| 163956 - | 2003 UV45              | 18 d'octubre de 2003   | Kitt Peak            | Spacewatch     |
| 163957 - | 2003 UY48              | 16 d'octubre de 2003   | Anderson Mesa        | LONEOS         |
| 163958 - | 2003 UY55              | 24 d'octubre de 2003   | Kingsnake            | J. V. McClusky |
| 163959 - | 2003 UF63              | 16 d'octubre de 2003   | Palomar              | NEAT           |
| 163960 - | 2003 UX63              | 16 d'octubre de 2003   | Anderson Mesa        | LONEOS         |
| 163961 - | 2003 UD68              | 16 d'octubre de 2003   | Kitt Peak            | Spacewatch     |
| 163962 - | 2003 US77              | 17 d'octubre de 2003   | Kitt Peak            | Spacewatch     |
| 163963 - | 2003 UO80              | 16 d'octubre de 2003   | Kitt Peak            | Spacewatch     |
| 163964 - | 2003 UR81              | 16 d'octubre de 2003   | Haleakala            | NEAT           |
| 163965 - | 2003 UT82              | 19 d'octubre de 2003   | Palomar              | NEAT           |
| 163966 - | 2003 UJ86              | 18 d'octubre de 2003   | Palomar              | NEAT           |
| 163967 - | 2003 UV88              | 19 d'octubre de 2003   | Anderson Mesa        | LONEOS         |
| 163968 - | 2003 UV99              | 19 d'octubre de 2003   | Palomar              | NEAT           |
| 163969 - | 2003 UA100             | 19 d'octubre de 2003   | Palomar              | NEAT           |
| 163970 - | 2003 UW101             | 20 d'octubre de 2003   | Socorro              | LINEAR         |
| 163971 - | 2003 UQ102             | 20 d'octubre de 2003   | Kitt Peak            | Spacewatch     |
| 163972 - | 2003 UF106             | 18 d'octubre de 2003   | Kitt Peak            | Spacewatch     |
| 163973 - | 2003 UL107             | 19 d'octubre de 2003   | Kitt Peak            | Spacewatch     |
| 163974 - | 2003 UC109             | 19 d'octubre de 2003   | Palomar              | NEAT           |
| 163975 - | 2003 UB110             | 19 d'octubre de 2003   | Kitt Peak            | Spacewatch     |
| 163976 - | 2003 UN111             | 20 d'octubre de 2003   | Palomar              | NEAT           |
| 163977 - | 2003 UY111             | 20 d'octubre de 2003   | Socorro              | LINEAR         |
| 163978 - | 2003 UU115             | 20 d'octubre de 2003   | Palomar              | NEAT           |
| 163979 - | 2003 UF116             | 21 d'octubre de 2003   | Socorro              | LINEAR         |
| 163980 - | 2003 UC118             | 17 d'octubre de 2003   | Anderson Mesa        | LONEOS         |
| 163981 - | 2003 UY120             | 18 d'octubre de 2003   | Kitt Peak            | Spacewatch     |
| 163982 - | 2003 UK127             | 21 d'octubre de 2003   | Kitt Peak            | Spacewatch     |
| 163983 - | 2003 UK129             | 18 d'octubre de 2003   | Palomar              | NEAT           |
| 163984 - | 2003 UC132             | 19 d'octubre de 2003   | Anderson Mesa        | LONEOS         |
| 163985 - | 2003 UM134             | 20 d'octubre de 2003   | Palomar              | NEAT           |
| 163986 - | 2003 UV134             | 20 d'octubre de 2003   | Palomar              | NEAT           |
| 163987 - | 2003 UK138             | 21 d'octubre de 2003   | Socorro              | LINEAR         |
| 163988 - | 2003 UQ142             | 18 d'octubre de 2003   | Anderson Mesa        | LONEOS         |
| 163989 - | 2003 UD147             | 18 d'octubre de 2003   | Anderson Mesa        | LONEOS         |
| 163990 - | 2003 UN147             | 18 d'octubre de 2003   | Anderson Mesa        | LONEOS         |
| 163991 - | 2003 UR147             | 18 d'octubre de 2003   | Kitt Peak            | Spacewatch     |
| 163992 - | 2003 UZ147             | 18 d'octubre de 2003   | Palomar              | NEAT           |
| 163993 - | 2003 UR148             | 19 d'octubre de 2003   | Kitt Peak            | Spacewatch     |
| 163994 - | 2003 UT149             | 20 d'octubre de 2003   | Socorro              | LINEAR         |
| 163995 - | 2003 UO150             | 20 d'octubre de 2003   | Kitt Peak            | Spacewatch     |
| 163996 - | 2003 UT150             | 21 d'octubre de 2003   | Kitt Peak            | Spacewatch     |
| 163997 - | 2003 UK163             | 21 d'octubre de 2003   | Socorro              | LINEAR         |
| 163998 - | 2003 UL164             | 21 d'octubre de 2003   | Socorro              | LINEAR         |
| 163999 - | 2003 UR165             | 21 d'octubre de 2003   | Kitt Peak            | Spacewatch     |
| 164000 - | 2003 UH167             | 22 d'octubre de 2003   | Socorro              | LINEAR         |